# Carlgrenia desiderata
Carlgrenia desiderata är en havsanemonart som beskrevs av Stephenson 1918. Carlgrenia desiderata ingår i släktet Carlgrenia och familjen Halcuriidae. Inga underarter finns listade i Catalogue of Life.